# Старая Сэрэцика
Старая Сэрэцика, Сэрэцика Веке (рум. Sărățica Veche) — село в Леовском районе Молдавии. Наряду с селом Новый Томай входит в состав коммуны Новый Томай.

## География
Село расположено на высоте 91 метров над уровнем моря.

## Население
По данным переписи населения 2004 года, в селе Старая Сэрэцика проживает 350 человек (167 мужчин, 183 женщины).
Этнический состав села:
| Национальность | Число жителей | Процентный состав |
| -------------- | ------------- | ----------------- |
| молдаване      | 329           | 94,00             |
| болгары        | 13            | 3,71              |
| украинцы       | 5             | 1,43              |
| русские        | 1             | 0,29              |
| прочие         | 2             | 0,57              |
| Всего          | 350           | 100 %             |